# 井上計
井上 計（いのうえ けい、1919年（大正8年）10月22日 - 2007年（平成19年）1月6日）は、日本の政治家。参議院議員（3期）。

## 来歴
広島県出身。東京へ出て1956年（昭和31年）に印刷業を起業、東京都印刷工業組合理事・専務理事や全日本印刷工業組合連合会専務理事・全国中小企業団体中央会理事などを歴任した。
中小企業関係の団体の支持を得て、1974年（昭和49年）の第10回参議院議員通常選挙に民社党公認で全国区から立候補するも落選。1975年（昭和50年）の愛知県選挙区での参議院議員補欠選挙に立候補し落選。ただしこの補選では日本社会党公認候補を上回る得票を得て善戦した。
1977年（昭和52年）の第11回参議院議員通常選挙に愛知県選挙区から立候補し初当選、以後3期務め、1994年の新進党の結成にも参加した。
1995年（平成7年）の第17回参議院議員通常選挙では比例区への鞍替えを薦められるが、名簿順位で折り合わず結局立候補を断念。そのまま政界から退いた。
1996年（平成8年）、オレンジ共済組合事件が発覚すると、前年の参議院議員選挙において同組合創設者友部達夫の比例名簿順位が非常に高かったことから、新進党執行部に対する強い疑念を表明した。
2007年（平成19年）1月6日、呼吸不全のため、死去した。87歳没。死没日付をもって正四位に叙され、旭日重光章を追贈された。